# Melissa Haendel
Pour les articles homonymes, voir Haendel (homonymie).
Melissa Anne Haendel est une épidémiologiste américaine qui est professeure d'informatique médicale à l'Oregon Health & Science University. Elle est directrice du Center for Data to Health (CD2H). Ses recherches utilisent des données pour améliorer la découverte et le diagnostic des maladies. Pendant la pandémie de Covid-19, Haendel s'est associée aux National Institutes of Health pour lancer le National COVID Cohort Collaborative (N3C), qui cherche à identifier les facteurs de risque pouvant prédire la gravité de l'issue de la maladie et aider à identifier les traitements.

## Formation
Haendel a obtenu son diplôme de premier cycle en chimie au Reed College. Sa thèse de premier cycle portait sur la conception de produits pharmaceutiques utilisant des potentiels électrostatiques moléculaires (MEP) pour construire des relations quantitatives structure-activité. Elle a déménagé à l'université du Wisconsin à Madison pour ses études supérieures, où elle a utilisé le piégeage de gènes in vitro pour étudier le gène de l'axotrophine. Son début de carrière s'est concentré sur la génétique et la biologie moléculaire. En 2000, elle a rejoint l'université de l'Oregon en tant que chercheuse postdoctorale pour étudier le rôle des hormones thyroïdiennes dans le développement neural du poisson-zèbre.

## Recherche et carrière
Haendel a commencé à travailler dans l'informatique de la santé en 2004. Elle a déplacé l'orientation de ses recherches des neurosciences et de la biologie du poisson zèbre vers le développement de ressources pour la bibliothèque de l'Oregon Health &amp; Science University. Elle a été promue professeure agrégée d'informatique médicale en 2015.
Les recherches de Haendel portent sur le développement d'ontologies, la biocuration et l'harmonisation des données. La biocuration rassemble des informations à partir des dossiers des patients, des résultats de recherche et de la littérature médicale pour créer un format calculable de qualité contrôlée. Elle est directrice de la science des données translationnelles à l'Institut Linus-Pauling.
Haendel pense qu'un ensemble de critères cohérents à l'échelle mondiale, une collecte, un partage et une analyse plus complets des données aideront à diagnostiquer les maladies rares. On pense que les maladies rares affectent 10 % de la population mondiale, ce qui signifie qu'un nombre considérable de patients sont mal desservis par leurs systèmes de santé. En 2019, Haendel et le CD2H ont reçu près de 9 millions de dollars pour rendre les données liées à la recherche sur le cancer plus centralisées et organisées. Le Center for Cancer Data Harmonization utilise un portail en nuage pour partager des données entre les médecins et les chercheurs sur le cancer à travers le pays.
Pendant la pandémie de Covid-19, les États-Unis ne disposaient d'aucun moyen normalisé pour collecter et partager des données cliniques,. Haendel craignait que le nombre de décès et d'infections ne soit pas compté avec précision et que cela puisse compromettre une réouverture en toute sécurité. En juin 2020, Haendel a formé le National COVID Cohort Collaborative (N3C)  qui rassemble et analyse les données des dossiers médicaux des personnes atteintes de la maladie à coronavirus. Le N3C cherche à identifier les facteurs de risque qui peuvent prédire la gravité de la maladie à coronavirus et aider à identifier les traitements potentiels. Il a des axes de travail dans le partenariat de données, les phénotypes, l'analyse collaborative, l'harmonisation des données et la synthèse des données.

## Publications (sélection)
- Mungall, Torniai, Gkoutos et Lewis, « Uberon, an integrative multi-species anatomy ontology », Genome Biology, vol. 13, no 1,‎ 2012, R5 (ISSN 1465-6906, PMID 22293552, PMCID 3334586, DOI 10.1186/gb-2012-13-1-r5)
- Day-Richter, Harris, Haendel et Lewis, « OBO-Edit an ontology editor for biologists », Bioinformatics, vol. 23, no 16,‎ 1er juin 2007, p. 2198–2200 (ISSN 1367-4803, PMID 17545183, DOI 10.1093/bioinformatics/btm112)
- Shimoyama, Dwinell et Jacob, « Multiple Ontologies for Integrating Complex Phenotype Datasets », Nature Precedings,‎ 5 août 2009 (ISSN 1756-0357, DOI 10.1038/npre.2009.3554)